# Marmiton.org
 (juin 2012).
Si vous disposez d'ouvrages ou d'articles de référence ou si vous connaissez des sites web de qualité traitant du thème abordé ici, merci de compléter l'article en donnant les références utiles à sa vérifiabilité et en les liant à la section « Notes et références ».
Pour les articles homonymes, voir Marmiton.
Marmiton est un site internet de recettes de cuisine créé en 2000.
Les membres du site, sur lequel l'inscription est gratuite, peuvent apporter des commentaires concernant les recettes présentes et proposer leurs propres recettes.
En 2015, il était le premier en audience en France avec 12,8 millions de visiteurs uniques en France, et recensait plus de 71 890 recettes de cuisine le 11 octobre 2019.

## Histoire
Marmiton.org a été créé en 2000[réf. nécessaire] par Anne-Laure Vincent, Christophe Duhamel, Olivier Aboilard et Jean-Bernard Vérot, comme moyen de partager gratuitement des idées de recettes. En 2006, le site fut racheté et intégré au Groupe Aufeminin. Le mot « marmiton » désigne un cuisinier et dérive du mot « marmite ».
L'année suivante, en 2007, sa société mère Aufeminin est rachetée par le groupe de presse allemand Axel Springer.
Le site s'est depuis développé en ouvrant en 2006 marmikid.org, un site de gastronomie destiné aux enfants. Par ailleurs, d'autres versions du site en espagnol, italien puis anglais ont été développées.
En 2009, Marmiton a continué son développement avec la création d'une application pour iPhone permettant d'accéder à toutes les recettes présentes dans le site.
Le site a, depuis 2003, la plus forte audience des sites Internet de cuisine avec 12,8 millions de visiteurs uniques en France,[source insuffisante].
En juin 2015, à l'occasion du ramadan, le site met en ligne des recettes « spécial ramadan » en souhaitant un « bon ramadan à tous », ce qui engendre nombre de réactions islamophobes sur le site. Les gérants de Marmiton constatent que ce genre de réactions se multiplient et rappellent qu'ils proposent des recettes « pour Noël, pour Pâques, pour la Pentecôte, pour le Ramadan, pour Hanoucca » et estiment que le débat sur la laïcité n'a pas sa place sur sa plate-forme,,.
Depuis le mois de juin 2022, le site Marmiton a été vendu par TF1 au Groupe Reworld Media.

### Identité visuelle (logo)

Ancien logo de 2000 au 23 mai 2011.
Ancien logo du 24 mai 2011 Marmiton jusqu'au 31 janvier 2019.
Logo depuis le 1er février 2019.

## Contenu
Marmiton.org est divisé en cinq parties :
- les recettes, accessibles via un moteur de recherche ou des regroupements thématiques (sélections de recettes)
- des idées et conseils culinaires, parfois en vidéo dans la chaîne Marmiton
- une partie magazine, avec un contenu éditorial sur la cuisine en général
- une partie « Restos » où il est possible d'ajouter des restaurants à la base de données, des commentaires sur les restaurants et rechercher des restaurants dans différents pays
- la « communauté », avec forum, blogs et rencontres réelles.

## La marque Marmiton
La marque Marmiton édite également des produits dérivés :
- Plusieurs livres : Les Meilleures recettes Marmiton, Marmiton : Ça change des coquillettes !, Marmiton : Mes invités sont bluffés !, Marmiton : Moi, c'est chocolat noir !...
- Un jeu vidéo, Little Marmiton, disponible sur Windows Phone et développé par Bulkypix.